# Socorrói ökörszem
A socorrói ökörszem (Troglodytes sissonii) a madarak osztályának verébalakúak (Passeriformes) rendjébe és az ökörszemfélék (Troglodytidae) családjába tartozó faj.

## Rendszerezése
A fajt Andrew Jackson Grayson amerikai ornitológus írta le 1868-ban, Thyrothorus nembe Thyrothorus sissonii néven.

## Előfordulása
A Mexikó csendes-óceáni partvidéke mellett található Revillagigedo-szigetek legnagyobb tagján, Socorro szigetén honos. Természetes élőhelyei a szubtrópusi és trópusi száraz erdők és cserjések. Állandó, nem vonuló faj.

## Megjelenése
Testhossza 12 centiméter.

## Természetvédelmi helyzete
Az elterjedési területe nagyon kicsi, egyedszáma 20 000-49 999 példány közötti. A Természetvédelmi Világszövetség Vörös listáján mérsékelten fenyegetett fajként szerepel.